# Batis d'Erlanger
La batis d'Erlanger (Batis erlangeri) és un ocell de la família dels platistèirids (Platysteiridae).

## Hàbitat i distribució
Habita boscos, matolls i vegetació de ribera des d'Etiòpia i Somàlia fins l'oest del Camerun i Angola.